# Bernard Hinault
Bernard Hinault, francoski kolesar, * 14. november 1954, Yffiniac, Francija.
Hinault je najbolj poznan po petih zmagah na Touru (1978, 1979, 1981, 1982, 1985). Zmagal je tudi na vseh treh velikih dirkah, in to večkrat. Zmagoval je predvsem na posamičnih kronometrih, na katerih si je nabral veliko prednost pred zasledovalci. Enkrat je postal tudi svetovni prvak, sicer pa je zmagoval tudi na klasičnih dirkah po Evropi.